# Белый дом (Кёльн)
Белый дом (нем. Weißhaus) — средневековый водный замок, расположенный в административном районе Зюльц города Кёльна (Северный Рейн-Вестфалия, Германия).

## Положение
Замок расположен в южной части города Кёльн (округ Линденталь, район Зюльц), по адресу: Люксембургер Штрассе, 201 (Luxemburger Straße, улица Люксембургская). От вокзала можно добраться метротрамваем 18, идущим в сторону Бонна (или до Клеттенбергпарка Кёльна), остановка — Арнульф-штрассе (Arnulfstraße, улица Арнульфа). Построенная после Второй мировой войны Вайсхаус-штрассе (Weißhausstraße, улица Белого дома) хотя и подразумевает наличие на ней замка, в действительности расположена на удалении и никакого отношения к Белому дому не имеет.

## История
В средние века на месте современного замка Белый дом стояло укреплённое здание, служившее первым оборонным рубежом за пределами городской стены Кёльна со стороны Трира — Люксембурга. Оно постоянно находилось под угрозой разрушения.

### Средневековье
Основателем и собственником первого укреплённого сооружения являлись аббаты возникшего в Кёльне в 957 году бенедиктинского монастыря святого Пантелеимона. Белый дом служил в качестве летней резиденции. Впервые наименование «Белый дом» упоминается в архивном документе 1378 года. В нём говорится о том, что здание и участок земли вокруг него передаётся в использование Годшальку (Godschalk) и его жене Иоханне Фольфер (Johanna Volver), как наследственным арендаторам.